# Subwoolfer
Subwoolfer est un duo de musique pop norvégien formé en 2021. Il se compose de deux membres qui se produisent sur scène habillés de costumes noirs, de chemises blanches, de masques de tête de loup jaune distinctifs et de gants et cravates jaunes également.
Leur pseudonyme sont respectivement Keith et Jim. Lors de la finale du Melodi Grand Prix 2023, les deux artistes enlèvent leurs masques lors de leur prestation et se révèlent être le britannique Ben Adams (en) et le norvégien Gaute Ormåsen.
Le 19 février 2022, le duo a remporté la finale du Melodi Grand Prix 2022 (la sélection nationale norvégienne) à Oslo en Norvège et a été sélectionné pour représenter la Norvège au Concours Eurovision de la chanson 2022 à Turin en Italie avec leur titre Give That Wolf a Banana (Donne une banane à ce loup).